# Festiwal Piosenki Włoskiej w San Remo 2019
69. Festiwal Piosenki Włoskiej w San Remo (wł. 69° Festival della Canzone Italiana di Sanremo) odbył się w Teatro Ariston w San Remo w dniach od 5 do 9 lutego 2019. Zorganizował go włoski nadawca publiczny Rai.
Zwycięzcą kategorii Campioni oraz reprezentantem Włoch w 64. Konkursie Piosenki Eurowizji został Mahmood z utworem „Soldi”.

## Klasyfikacja generalna
| Lp. | Wykonawca                  | Piosenka                         | Autorzy                                                                              | Dyrygent orkiestry    | Nagrody |
| --- | -------------------------- | -------------------------------- | ------------------------------------------------------------------------------------ | --------------------- | --- |

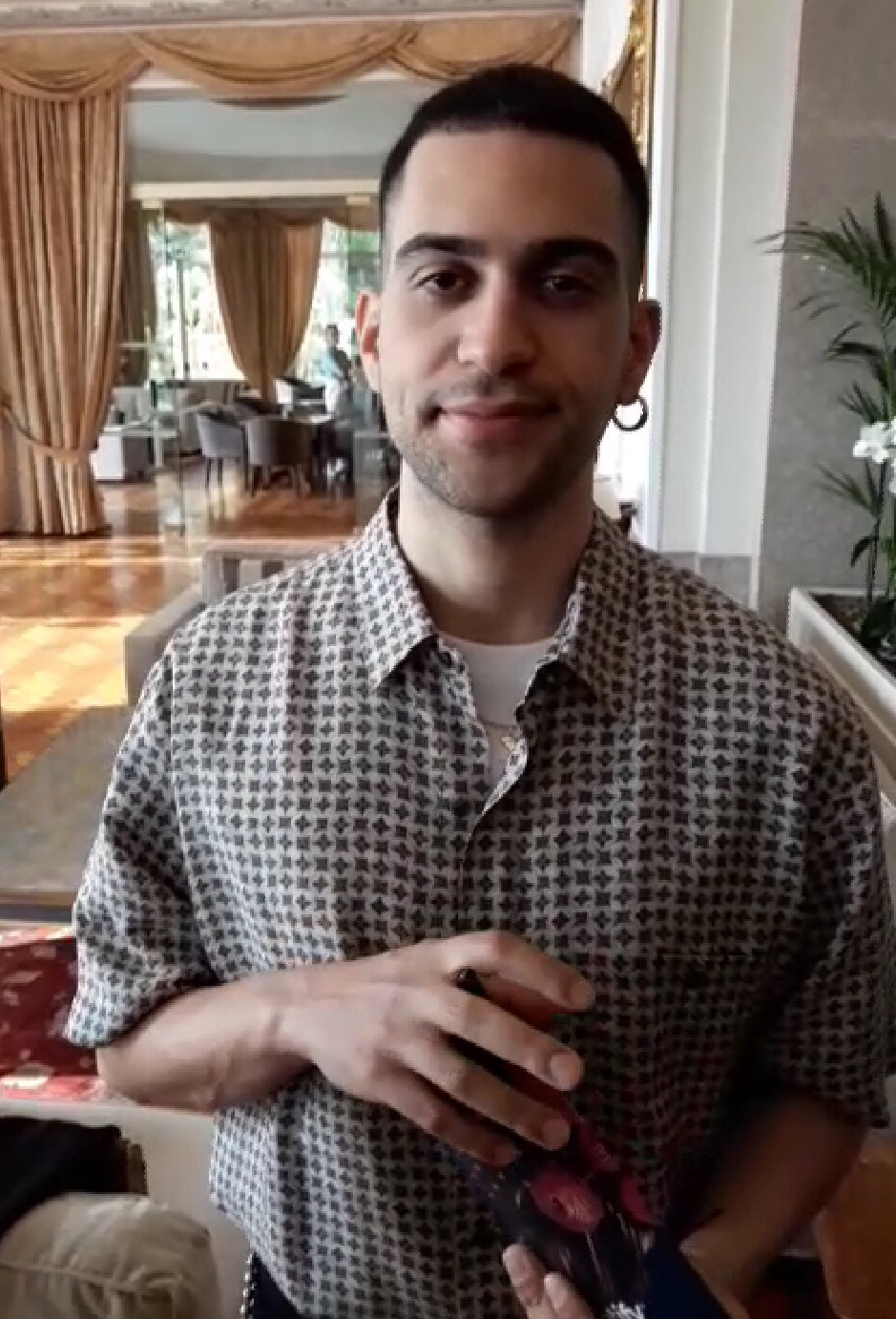
Mahmood – zwycięzca kategorii Campioni 69. Festiwalu Piosenki Włoskiej w San Remo.

| 1   | Mahmood                    | Soldi                            | Mahmood, Charlie Charles, Dardust                                                    | Dario „Dardust” Faini | - Zwycięzca kategorii Campioni – nagroda Złotego Lwa - Nagroda im. Enzo Jannacci za najlepszą interpretację                                                               |
| 2   | Ultimo                     | I tuoi particolari               | Niccolò Moriconi                                                                     | Diego Calvetti        | - Nagroda TIMmusic za najczęściej odtwarzany utwór 69. Festiwalu Piosenki Włoskiej                                                                                        |
| 3   | Il Volo                    | Musica che resta                 | Piero Romitelli, Emilio Munda, Antonello Carozza, Pasquale Mammaro, Gianna Nannini   | Adriano Pennino       | |
| 4   | Loredana Bertè             | Cosa ti aspetti da me            | Gaetano Curreri, Piero Romitelli, Gerardo Pulli                                      | Massimo Zanotti       | - Nagroda publiczności Teatro Ariston di Sanremo |
| 5   | Simone Cristicchi          | Abbi cura di me                  | Simone Cristicchi, Nicola Brunialti, Gabriele Ortenzi                                | Roberto Rossi         | - Nagroda im. Giancarlo Bigazzi za najlepszą aranżację - Nagroda im. Sergio Bardotti za najlepszy tekst                                                                   |
| 6   | Daniele Silvestri          | Argentovivo                      | Daniele Silvestri, Tarek Iurcich, Fabio Rondanini, Manuel Agnelli                    | Enrico Gabrielli      | - Nagroda Krytyków Festiwalu Piosenki Włoskiej im. Mia Martini - Nagroda Prasy, Radia, Telewizji i Sieci im. Lucio Dalla - Nagroda im. Sergio Bardotti za najlepszy tekst |
| 7   | Irama                      | La ragazza con il cuore di latta | Irama, Giulio Nenna, Andrea De Bernardi, Giuseppe Colonnelli                         | Giulio Nenna          | |
| 8   | Arisa                      | Mi sento bene                    | Matteo Buzzanca, Lorenzo Vizzini, Arisa, Alessandra Flora                            | Fabio Gurian          | |
| 9   | Achille Lauro              | Rolls Royce                      | Achille Lauro, Davide Petrella, Boss Doms, Frenetik, Orang3                          | Enrico Melozzi        | |
| 10  | Enrico Nigiotti            | Nonno Hollywood                  | Enrico Nigiotti                                                                      | Federico Megozzi      | - Nagroda Lunezia za muzyczno-literacką wartość utworu |
| 11  | Boomdabash                 | Per un milione                   | Takagi & Ketra, Blazon, Rocco Hunt, Federica Abbate, Cheope                          | Valeriano Chiaravalle | |
| 12  | Ghemon                     | Rose viola                       | Ghemon, Zef                                                                          | Valeriano Chiaravalle | |
| 13  | Ex-Otago                   | Solo una canzone                 | Ex-Otago                                                                             | Dario „Dardust” Faini | |
| 14  | Motta                      | Dov’è l’Italia                   | Francesco Motta                                                                      | Fabio Gurian          | - Nagroda najlepszego występu w duecie |
| 15  | Francesco Renga            | Aspetto che torni                | Bungaro, Francesco Renga, Cesare Chiodo, Rakele, Giacomo Runco                       | Roberto Rossi         | |
| 16  | Paola Turci                | L’ultimo ostacolo                | Paola Turci, Edwyn Roberts, Stefano Marletta, Luca Chiaravalli                       | Massimo Zanotti       | |
| 17  | The Zen Circus             | L’amore è una dittatura          | The Zen Circus                                                                       | Carlo Carcano         | |
| 18  | Federica Carta i Shade     | Senza farlo apposta              | Shade, Jacopo Ettore, Giacomo Roggia                                                 | Pino Perris           | |
| 19  | Nek                        | Mi farò trovare pronto           | Nek, Luca Chiaravalli, Paolo Antonacci                                               | Massimo Zanotti       | |
| 20  | Negrita                    | I ragazzi stanno bene            | Negrita, Il Cile                                                                     | Valeriano Chiaravalle | |
| 21  | Patty Pravo i Briga        | Un po’ come la vita              | Zibba, Marco Rettani, Diego Calvetti, Briga, Luca Leonori                            | Diego Calvetti        | |
| 22  | Anna Tatangelo             | Le nostre anime di notte         | Lorenzo Vizzini                                                                      | Adriano Pennino       | |
| 23  | Einar                      | Parole nuove                     | Tony Maiello, Nicola Marotta, Enrico Palmosi                                         | Pino Perris           | |
| 24  | Nino D’Angelo i Livio Cori | Un’altra luce                    | Nino D’Angelo, Livio Cori, Francesco Fogliano, Mario Gianmarco Fracchiolla, Big Fish | Fabio Gurian          | |

## Koncerty

### Prima serata
| Prima Serata - 5 lutego 2019 | Prima Serata - 5 lutego 2019 | Prima Serata - 5 lutego 2019    | Prima Serata - 5 lutego 2019 | Prima Serata - 5 lutego 2019 | Prima Serata - 5 lutego 2019 | Prima Serata - 5 lutego 2019 | Prima Serata - 5 lutego 2019 |
| L.p.                         | Artysta                      | Piosenka                        | Głosy                        | Głosy                        | Głosy                        | Głosy                        | Miejsce                      |
| L.p.                         | Artysta                      | Piosenka                        | Jury (60%)                   | Jury (60%)                   | Telewidzowie (40%)           | Telewidzowie (40%)           | Miejsce                      |
| L.p.                         | Artysta                      | Piosenka                        | Sala Stampa (30%)            | Demoscopica (30%)            | Procent Głosów               | Miejsce                      | Miejsce                      |
| ---------------------------- | ---------------------------- | ------------------------------- | ---------------------------- | ---------------------------- | ---------------------------- | ---------------------------- | ---------------------------- |
| 1                            | Francesco Renga              | „Aspetto che torni”             | 20                           | 8                            | 3,74%                        | 10                           | 11                           |
| 2                            | Nino d’Angelo e Livio Cori   | „Un'altra luce”                 | 21                           | 20                           | 2,51%                        | 15                           | 22                           |
| 3                            | Nek                          | „Mi farò trovare pronto”        | 16                           | 5                            | 4,04%                        | 7                            | 10                           |
| 4                            | Zen Circus                   | „L'amore è una dittatura”       | 11                           | 17                           | 2,28%                        | 17                           | 16                           |
| 5                            | Il Volo                      | „Musica che resta”              | 13                           | 1                            | 17,21%                       | 2                            | 2                            |
| 6                            | Loredana Bertè               | „Cosa ti aspetti da me”         | 5                            | 3                            | 3,92%                        | 9                            | 4                            |
| 7                            | Daniele Silvestri            | „Argento vivo”                  | 3                            | 6                            | 2,90%                        | 12                           | 5                            |
| 8                            | Federica Carte e Shade       | „Senza farlo apposta”           | 24                           | 12                           | 5,27%                        | 3                            | 12                           |
| 9                            | Ultimo                       | „I tuoi particolari”            | 6                            | 2                            | 17,99%                       | 1                            | 1                            |
| 10                           | Paola Turci                  | „L'ultimo ostacolo”             | 14                           | 11                           | 2,57%                        | 14                           | 14                           |
| 11                           | Motta                        | „Dov'è l'Italia”                | 9                            | 22                           | 1,57%                        | 22                           | 19                           |
| 12                           | Boomdabash                   | „Per un milione”                | 12                           | 10                           | 4,80%                        | 4                            | 9                            |
| 13                           | Patty Pravo con Briga        | „Un po' come la vita”           | 19                           | 16                           | 3,31%                        | 11                           | 18                           |
| 14                           | Simone Cristicchi            | „Abbi cura di me”               | 2                            | 4                            | 4,06%                        | 6                            | 3                            |
| 15                           | Achille Lauro                | „Rolls Royce”                   | 7                            | 24                           | 2,74%                        | 13                           | 15                           |
| 16                           | Arisa                        | „Mi sento bene”                 | 4                            | 9                            | 2,07%                        | 19                           | 7                            |
| 17                           | Negrita                      | „I ragazzi stanno bene”         | 15                           | 14                           | 2,09%                        | 18                           | 20                           |
| 18                           | Ghemon                       | „Rose viola”                    | 18                           | 23                           | 1,81%                        | 20                           | 23                           |
| 19                           | Einar                        | „Parole nuove”                  | 23                           | 18                           | 2,49%                        | 16                           | 21                           |
| 20                           | Ex-Otago                     | „Solo una canzone”              | 16                           | 21                           | 3,95%                        | 8                            | 17                           |
| 21                           | Anna Tatangelo               | „Le nostre anime di notte”      | 22                           | 15                           | 1,20%                        | 24                           | 24                           |
| 22                           | Irama                        | „La ragazza col cuore di latta” | 9                            | 7                            | 4,52%                        | 5                            | 6                            |
| 23                           | Enrico Nigiotti              | „Nonno Hollywood”               | 8                            | 13                           | 1,22%                        | 23                           | 13                           |
| 24                           | Mahmood                      | „Soldi”                         | 1                            | 19                           | 1,74%                        | 21                           | 8                            |

### Seconda serata
| Seconda Serata - 6 lutego 2019 | Seconda Serata - 6 lutego 2019 | Seconda Serata - 6 lutego 2019 | Seconda Serata - 6 lutego 2019 | Seconda Serata - 6 lutego 2019 | Seconda Serata - 6 lutego 2019 | Seconda Serata - 6 lutego 2019 | Seconda Serata - 6 lutego 2019 |
| L.p.                           | Artysta                        | Piosenka                       | Głosy                          | Głosy                          | Głosy                          | Głosy                          | Miejsce                        |
| L.p.                           | Artysta                        | Piosenka                       | Jury (60%)                     | Jury (60%)                     | Telewidzowie (40%)             | Telewidzowie (40%)             | Miejsce                        |
| L.p.                           | Artysta                        | Piosenka                       | Sala Stampa (30%)              | Demoscopica (30%)              | Procent Głosów                 | Miejsce                        | Miejsce                        |
| ------------------------------ | ------------------------------ | ------------------------------ | ------------------------------ | ------------------------------ | ------------------------------ | ------------------------------ | ------------------------------ |
| 1                              | Achille Lauro                  | „Rolls Royce”                  | 4                              | 12                             | 7,13%                          | 4                              | 5                              |
| 2                              | Einar                          | „Parole nuove”                 | 11                             | 8                              | 6,57%                          | 5                              | 10                             |
| 3                              | Il Volo                        | „Musica che resta”             | 8                              | 1                              | 38.32%                         | 1                              | 1                              |
| 4                              | Arisa                          | „Mi sento bene”                | 1                              | 5                              | 5,83%                          | 7                              | 2                              |
| 5                              | Nek                            | „Mi farò trovare pronto”       | 9                              | 4                              | 5,88%                          | 6                              | 6                              |
| 6                              | Daniele Silvestri              | „Argento vivo”                 | 2                              | 3                              | 5,40%                          | 9                              | 4                              |
| 7                              | Ex-Otago                       | „Solo una canzone”             | 6                              | 10                             | 5,78%                          | 8                              | 9                              |
| 8                              | Ghemon                         | „Rose viola”                   | 5                              | 1                              | 3,42%                          | 10                             | 11                             |
| 9                              | Loredana Bertè                 | „Cosa ti aspetti da me”        | 3                              | 2                              | 8,12%                          | 2                              | 3                              |
| 10                             | Paola Turci                    | „L'ultimo ostacolo”            | 7                              | 6                              | 3,21%                          | 11                             | 8                              |
| 11                             | Negrita                        | „I ragazzi stanno bene”        | 10                             | 9                              | 3,06%                          | 12                             | 12                             |
| 12                             | Federica Carte e Shade         | „Senza farlo apposta”          | 12                             | 7                              | 7,29%                          | 3                              | 7                              |

### Terza serata
| Terza Serata - 7 lutego 2019 | Terza Serata - 7 lutego 2019 | Terza Serata - 7 lutego 2019    | Terza Serata - 7 lutego 2019 | Terza Serata - 7 lutego 2019 | Terza Serata - 7 lutego 2019 | Terza Serata - 7 lutego 2019 | Terza Serata - 7 lutego 2019 |
| L.p.                         | Artysta                      | Piosenka                        | Głosy                        | Głosy                        | Głosy                        | Głosy                        | Miejsce                      |
| L.p.                         | Artysta                      | Piosenka                        | Jury (60%)                   | Jury (60%)                   | Telewidzowie (40%)           | Telewidzowie (40%)           | Miejsce                      |
| L.p.                         | Artysta                      | Piosenka                        | Sala Stampa (30%)            | Demoscopica (30%)            | Procent Głosów               | Miejsce                      | Miejsce                      |
| ---------------------------- | ---------------------------- | ------------------------------- | ---------------------------- | ---------------------------- | ---------------------------- | ---------------------------- | ---------------------------- |
| 1                            | Mahmood                      | „Soldi”                         | 2                            | 8                            | 4,32%                        | 7                            | 4                            |
| 2                            | Enrico Nigiotti              | „Nonno Hollywood”               | 6                            | 5                            | 8,02%                        | 5                            | 5                            |
| 3                            | Anna Tatangelo               | „Le nostre anime di notte”      | 9                            | 7                            | 2,85%                        | 11                           | 10                           |
| 4                            | Ultimo                       | „I tuoi particolari”            | 3                            | 2                            | 27,92%                       | 1                            | 1                            |
| 5                            | Francesco Renga              | „Aspetto che torni”             | 8                            | 4                            | 6,83%                        | 6                            | 7                            |
| 6                            | Irama                        | „La ragazza col cuore di latta” | 4                            | 3                            | 14,62%                       | 2                            | 3                            |
| 7                            | Patty Pravo con Briga        | „Un po' come la vita”           | 11                           | 10                           | 3,77%                        | 9                            | 11                           |
| 8                            | Simone Cristicchi            | „Abbi cura di me”               | 1                            | 1                            | 9,69%                        | 4                            | 2                            |
| 9                            | Boomdabash                   | „Per un milione”                | 10                           | 6                            | 11,42%                       | 3                            | 6                            |
| 10                           | Motta                        | „Dov'è l'Italia”                | 5                            | 12                           | 2,64%                        | 12                           | 9                            |
| 11                           | Zen Circus                   | „L'amore è una dittatura”       | 7                            | 9                            | 3,73%                        | 10                           | 8                            |
| 12                           | Nino d'Angelo e Livio Cori   | „Un'altra luce”                 | 12                           | 11                           | 4,20%                        | 8                            | 12                           |

### Quarta serata
| Quarta Serata - 8 lutego 2019 | Quarta Serata - 8 lutego 2019 | Quarta Serata - 8 lutego 2019                    | Quarta Serata - 8 lutego 2019   | Quarta Serata - 8 lutego 2019 | Quarta Serata - 8 lutego 2019 | Quarta Serata - 8 lutego 2019 | Quarta Serata - 8 lutego 2019 | Quarta Serata - 8 lutego 2019 |
| L.p.                          | Artysta                       | Gość                                             | Piosenka                        | Głosy                         | Głosy                         | Głosy                         | Głosy                         | Miejsce                       |
| L.p.                          | Artysta                       | Gość                                             | Piosenka                        | Jury (50%)                    | Jury (50%)                    | Telewidzowie (50%)            | Telewidzowie (50%)            | Miejsce                       |
| L.p.                          | Artysta                       | Gość                                             | Piosenka                        | Sala Stampa (30%)             | Demoscopica (20%)             | Procent Głosów                | Miejsce                       | Miejsce                       |
| ----------------------------- | ----------------------------- | ------------------------------------------------ | ------------------------------- | ----------------------------- | ----------------------------- | ----------------------------- | ----------------------------- | ----------------------------- |
| 1                             | Federica Carta e Shade        | Cristina D’Avena                                 | „Senza farlo apposta”           | 20                            | 21                            | 4,27%                         | 7                             | 16                            |
| 2                             | Motta                         | Nada                                             | „Dov'è l'Italia”                | 13                            | 3                             | 1,46%                         | 23                            | 11                            |
| 3                             | Irama                         | Noemi                                            | „La ragazza col cuore di latta” | 11                            | 13                            | 8,38%                         | 3                             | 7                             |
| 4                             | Patty Pravo con Briga         | Giovanni Caccamo                                 | „Un po' come la vita”           | 23                            | 15                            | 2,09%                         | 15                            | 21                            |
| 5                             | Negrita                       | Enrico Ruggeri e Roy Paci                        | „I ragazzi stanno bene”         | 19                            | 11                            | 1,87%                         | 20                            | 20                            |
| 6                             | Il Volo                       | Alessandro Quarta                                | „Musica che resta”              | 9                             | 21                            | 22,35%                        | 1                             | 1                             |
| 7                             | Arisa                         | Tony Hadley e Kataklò                            | „Mi sento bene”                 | 2                             | 8                             | 2,49%                         | 9                             | 8                             |
| 8                             | Mahmood                       | Guè Pequeno                                      | „Soldi”                         | 4                             | 1                             | 2,27%                         | 12                            | 5                             |
| 9                             | Ghemon                        | Diodato e Calibro 35                             | „Rose viola”                    | 8                             | 5                             | 1,94%                         | 19                            | 14                            |
| 10                            | Francesco Renga               | Bungaro e Eleonora Abbagnato con Friedeman Vogel | „Aspetto Che Torni”             | 18                            | 18                            | 2,10%                         | 17                            | 15                            |
| 11                            | Ultimo                        | Fabrizio Moro                                    | „I tuoi particolari”            | 7                             | 6                             | 14,44%                        | 2                             | 2                             |
| 12                            | Nek                           | Neri Marcorè                                     | „Mi farò trovare pronto”        | 20                            | 15                            | 2,26%                         | 13                            | 18                            |
| 13                            | Boomdabash                    | Rocco Hunt e Musici Cantori di Milano            | „Per un milione”                | 16                            | 9                             | 4,60%                         | 5                             | 9                             |
| 14                            | Zen Circus                    | Brunori Sas                                      | „L'amore è una dittatura”       | 14                            | 10                            | 2,23%                         | 14                            | 17                            |
| 15                            | Paola Turci                   | Beppe Fiorello                                   | „L'ultimo ostacolo”             | 17                            | 12                            | 1,50%                         | 22                            | 19                            |
| 16                            | Anna Tatangelo                | Syria                                            | „Le nostre anime di notte”      | 15                            | 18                            | 1,05%                         | 24                            | 23                            |
| 17                            | Ex-Otago                      | Jack Savoretti                                   | „Solo una canzone”              | 12                            | 6                             | 2,01%                         | 17                            | 13                            |
| 18                            | Enrico Nigiotti               | Paolo Jannacci e Massimo Ottoni                  | „Nonno Hollywood”               | 10                            | 18                            | 2,44%                         | 10                            | 12                            |
| 19                            | Loredana Bertè                | Irene Grandi                                     | „Cosa ti aspetti da me”         | 1                             | 4                             | 4,31%                         | 6                             | 4                             |
| 20                            | Daniele Silvestri             | Manuel Agnelli                                   | „Argento vivo”                  | 3                             | 2                             | 1,77%                         | 21                            | 6                             |
| 21                            | Einar                         | Biondo e Sergio Sylvestre                        | „Parole nuove”                  | 23                            | 21                            | 2,05%                         | 16                            | 22                            |
| 22                            | Simone Cristicchi             | Ermal Meta                                       | „Abbi cura di me”               | 5                             | 13                            | 6,94%                         | 4                             | 3                             |
| 23                            | Nino d’Angelo e Livio Cori    | Sottotono                                        | „Un'altra luce”                 | 22                            | 21                            | 1,98%                         | 18                            | 24                            |
| 24                            | Achille Lauro                 | Morgan                                           | „Rolls Royce”                   | 6                             | 15                            | 2,41%                         | 11                            | 10                            |

### Quinta serata / Serata Finale
| Quinta Serata / Serata Finale - 9 lutego 2019 | Quinta Serata / Serata Finale - 9 lutego 2019 | Quinta Serata / Serata Finale - 9 lutego 2019 | Quinta Serata / Serata Finale - 9 lutego 2019 | Quinta Serata / Serata Finale - 9 lutego 2019 | Quinta Serata / Serata Finale - 9 lutego 2019 | Quinta Serata / Serata Finale - 9 lutego 2019 | Quinta Serata / Serata Finale - 9 lutego 2019 |
| L.p.                                          | Artysta                                       | Piosenka                                      | Głosy                                         | Głosy                                         | Głosy                                         | Głosy                                         | Miejsce                                       |
| L.p.                                          | Artysta                                       | Piosenka                                      | Jury (50%)                                    | Jury (50%)                                    | Telewidzowie (50%)                            | Telewidzowie (50%)                            | Miejsce                                       |
| L.p.                                          | Artysta                                       | Piosenka                                      | Sala Stampa (30%)                             | Demoscopica (20%)                             | Procent Głosów                                | Miejsce                                       | Miejsce                                       |
| --------------------------------------------- | --------------------------------------------- | --------------------------------------------- | --------------------------------------------- | --------------------------------------------- | --------------------------------------------- | --------------------------------------------- | --------------------------------------------- |
| 1                                             | Daniele Silvestri                             | „Argento vivo”                                | 3                                             | 2                                             | 3,19%                                         | 9                                             | 6                                             |
| 2                                             | Anna Tatangelo                                | „Le nostre anime di notte”                    | 18                                            | 18                                            | 1,24%                                         | 18                                            | 22                                            |
| 3                                             | Ghemon                                        | „Rose viola”                                  | 9                                             | 5                                             | 1,42%                                         | 17                                            | 12                                            |
| 4                                             | Negrita                                       | „I ragazzi stanno bene”                       | 18                                            | 10                                            | 1,12%                                         | 21                                            | 20                                            |
| 5                                             | Ultimo                                        | „I tuoi particolari”                          | 6                                             | 7                                             | 19,25%                                        | 1                                             | 1                                             |
| 6                                             | Nek                                           | „Mi farò trovare pronto”                      | 20                                            | 17                                            | 1,98%                                         | 14                                            | 19                                            |
| 7                                             | Loredana Bertè                                | „Cosa ti aspetti da me”                       | 1                                             | 6                                             | 9,49%                                         | 3                                             | 4                                             |
| 8                                             | Francesco Renga                               | „Aspetto Che Torni”                           | 17                                            | 18                                            | 2,19%                                         | 13                                            | 15                                            |
| 9                                             | Mahmood                                       | „Soldi”                                       | 2                                             | 1                                             | 3,49%                                         | 7                                             | 3                                             |
| 10                                            | Ex-Otago                                      | „Solo una canzone”                            | 11                                            | 8                                             | 1,54%                                         | 16                                            | 13                                            |
| 11                                            | Il Volo                                       | „Musica che resta”                            | 13                                            | 21                                            | 17,65%                                        | 2                                             | 2                                             |
| 12                                            | Paola Turci                                   | „L'ultimo ostacolo”                           | 16                                            | 9                                             | 1,72%                                         | 15                                            | 16                                            |
| 13                                            | Zen Circus                                    | „L'amore è una dittatura”                     | 12                                            | 12                                            | 1,24%                                         | 19                                            | 17                                            |
| 14                                            | Patty Pravo con Briga                         | „Un po' come la vita”                         | 21                                            | 18                                            | 1,11%                                         | 22                                            | 21                                            |
| 15                                            | Arisa                                         | „Mi sento bene”                               | 4                                             | 3                                             | 2,51%                                         | 12                                            | 8                                             |
| 16                                            | Irama                                         | „La ragazza col cuore di latta”               | 10                                            | 12                                            | 8,36%                                         | 4                                             | 7                                             |
| 17                                            | Achille Lauro                                 | „Rolls Royce”                                 | 7                                             | 12                                            | 3,45%                                         | 8                                             | 9                                             |
| 18                                            | Nino d’Angelo e Livio Cori                    | „Un'altra luce”                               | 23                                            | 21                                            | 1,18%                                         | 20                                            | 24                                            |
| 19                                            | Federica Carta e Shade                        | „Senza farlo apposta”                         | 21                                            | 21                                            | 2,65%                                         | 11                                            | 18                                            |
| 20                                            | Simone Cristicchi                             | „Abbi cura di me”                             | 4                                             | 12                                            | 6,70%                                         | 5                                             | 5                                             |
| 21                                            | Enrico Nigiotti                               | „Nonno Hollywood”                             | 8                                             | 12                                            | 3,70%                                         | 6                                             | 10                                            |
| 22                                            | Boomdabash                                    | „Per un milione”                              | 15                                            | 11                                            | 2,94%                                         | 10                                            | 11                                            |
| 23                                            | Einar                                         | „Parole nuove”                                | 23                                            | 21                                            | 1,10%                                         | 23                                            | 23                                            |
| 24                                            | Motta                                         | „Dov'è l'Italia”                              | 14                                            | 4                                             | 0,79%                                         | 24                                            | 14                                            |

### Super-finał
| Super-finał - 9 lutego 2019 | Super-finał - 9 lutego 2019 | Super-finał - 9 lutego 2019 | Super-finał - 9 lutego 2019 | Super-finał - 9 lutego 2019 | Super-finał - 9 lutego 2019 | Super-finał - 9 lutego 2019 |
| L.p.                        | Artysta                     | Piosenka                    | Głosy                       | Głosy                       | Głosy                       | Miejsce                     |
| L.p.                        | Artysta                     | Piosenka                    | Jury (50%)                  | Widzowie (50%)              | Średnia                     | Miejsce                     |
| --------------------------- | --------------------------- | --------------------------- | --------------------------- | --------------------------- | --------------------------- | --------------------------- |
| 1                           | Ultimo                      | „I tuoi particolari”        | 24,7%                       | 48,80%                      | 35,6%                       | 2                           |
| 2                           | Il Volo                     | „Musica che resta”          | 11,6%                       | 30,26%                      | 25,5%                       | 3                           |
| 3                           | Mahmood                     | „Soldi”                     | 63,7%                       | 20,95%                      | 38,9%                       | 1                           |

## Goście specjalni
Gośćmi specjalnymi 69. Festiwalu Piosenki Włoskiej w San Remo byli:
- piosenkarze/muzycy: Alessandra Amoroso, Anastastio, Andrea Bocelli, Antonello Venditti, Elisa Toffoli, Eros Ramazzotti,  Fiorella Mannoia, Giorgia, Ligabue, Luis Fonsi, Marco Mengoni, Matteo Bocelli, Raf, Riccardo Cocciante, Tom Walker, Umberto Tozzi.
- aktorzy/komicy/reżyserzy/modele: Claudio Santamaria, Laura Chiatti, Mago Forest, Michelle Hunziker, Michele Riondino, Pio e Amedeo, Pierfrancesco Favino, Serena Rossi.
- inne osoby: Fabio Rovazzi, Pippo Baudo, Simona Ventura.

## Włochy w Konkursie Piosenki Eurowizji
Zwycięzcy kategorii Campioni corocznie od 2015 otrzymują prawo do reprezentowania Włoch na Konkursie Piosenki Eurowizji. Zwycięzcy jednak nie są zobowiązani do udziału w konkursie. W przypadku, gdy zwycięzca zdecyduje się nie uczestniczyć w Konkursie Piosenki Eurowizji, RAI i organizatorzy Festiwalu Piosenki Włoskiej w San Remo zwykle zastrzegają sobie prawo do wybrania dla siebie włoskiego uczestnika. Stało się tak w 2016, kiedy zespół Stadio udmówił uczestnictwa w konkursie Eurowizji. Do reprezentowania kraju wybrano Francescę Michielin.
Reprezentantem kraju w 64. Konkursie Piosenki Eurowizji został Mahmood. 18 maja podczas finalu konkursu zajął 2. miejsce z 472 punktami.